# کوه پولاگ
کوه پولاگ (فیلیپینی: Bundok Pulag) بلندترین قله لوزون است که ۲٬۹۲۶ متر (۹٬۶۰۰ فوت) از سطح دریا ارتفاع دارد. مرزهای بین استانهای بنگوئه، ایفوگائو و نوئه‌وا ویزکایا در قله کوه مشترک هستند و به هم می‌رسند.
این کوه سومین کوه مرتفع در فیلیپین، جنب کوه آپو و کوه دولنگ-دولنگ است.
کوه پولاگ به دلیل " دریایی از ابرها " (sea of clouds) و منظره کهکشان راه شیری در طلوع خورشید مشهور است، که بسیاری از گردشگران را که مایل به دیدن مناظر "دنیایی دیگر " هستند، به خود جذب کرده‌است. اعتقاد بر این است که تمام کوهستان سرزمین ارواح تینمونگائو بوده و محل استراحت روحهای مقدس مردم ایبالی و سایر اقوام منطقه است.

## تاریخ
مردم ایبالوی از بنگوت کشته شدگان خود را مومیایی کرده و آنها را در غارهایی در کوه قرار می‌دهند. غارهای خاکسپاری مومیایی کباییان، که یکی از اصلی‌ترین جاذبه‌های این سایت است، طبق مصوبه ریاست جمهوری شماره ۴۳۲ به عنوان گنجینه‌های فرهنگی ملی فیلیپین در نظر گرفته می‌شود.
کوه پولاگ بر اساس اعلامیه شماره ۷۵ در ۲۰ فوریه ۱۹۸۷ با مساحت ۱۱٬۵۵۰ هکتار (۲۸٬۵۰۰ جریب فرنگی) به عنوان پارک ملی اعلام شد. که بخشی از منطقه زیست جغرافیایی کوردیلرا طبق برنامه مناطق حفاظت شده ملی یکپارچه (NIPAP) است.
اقوام مختلفی چون ایبالیان، کالانگویا، کانکانا اییس، کارائو، ایفوگائو و ایلوکانوس در پارک ملی سکونت دارند.

## جغرافیا

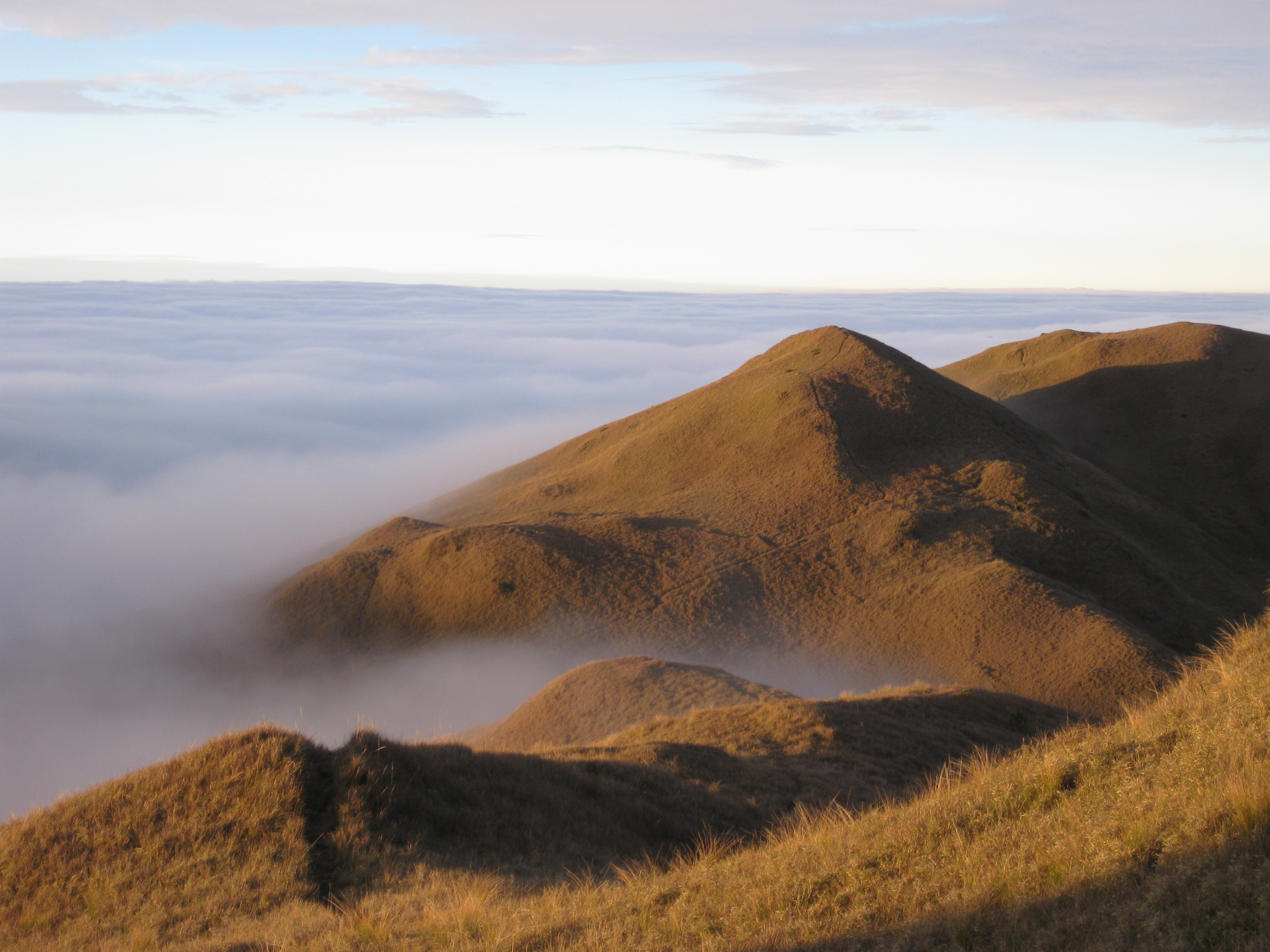
مه در کوهستان پولاگ

قله کوه پولاگ ۲۹۲۶ متر (۹٬۶۰۰ فوت) ارتفاع دارد. قله کوه در شهرداری استان کبایان استان بنگوئه واقع شده‌است.

### اقلیم
به دلیل ارتفاع زیاد، آب و هوا در کوه پولاگ معتدل است و باران در کل سال غالب است. میانگین بارندگی در کوه به‌طور متوسط ۴٬۴۸۹ میلیمتر (۱۷۶٫۷ اینچ) سال است و ما اوت مرطوب‌ترین ماه سال با متوسط بارش ۱٬۱۳۵ میلیمتر (۴۴٫۷ اینچ) می‌باشد. حداقل در ۱۰۰ سال گذشته برف در بالای کوه قرار نگرفته‌است. با این حال، در ماه‌های دسامبر، ژانویه و فوریه بر روی کوه تپش‌های خفیف وجود داشته‌است.
یخبندان به دلیل پایین بودن درجه حرارت در طی این ماه‌ها، در کوهستان بیشتر دیده می‌شود در طول فصل زمستان، دمای بالاترین نقطه کوه تا در دمای زیر یخ زدگی می رشد، و آن را به سردترین مکان کشور تبدیل می‌کند.

### جانوران و گیاهان

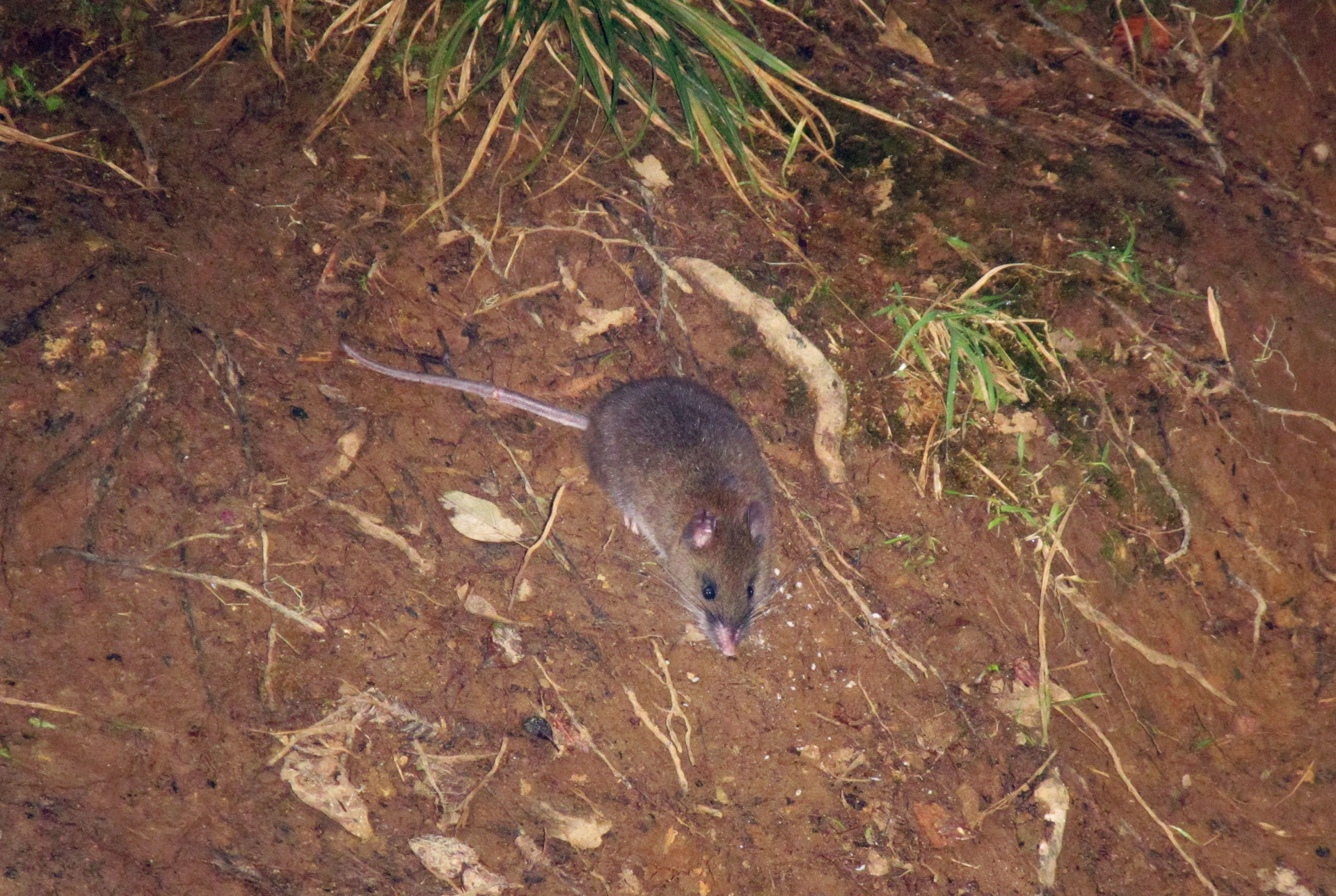
موش صحرایی Luzon Tree foot یا یک موش کوچک ابر کوتوله

این کوه میزبان ۵۲۸ گونه گیاهی ثبت شده‌است. این زیستگاه طبیعی جنگلی بومی با نام بامبو کوتوله، (Yushania niitakayamensis) و کاج بنگوت (Pinus insularis) است که در مناطقی از جنگل‌های کاج گرمسیری لوزون در حاشیه کوهستان یافت می‌شود. در میان حیوانات وحشی بومی آن، ۳۳ گونه پرنده و چندین پستاندار تهدید شده مانند آهوی فیلیپینی وجود دارد. کوه پولاگ تنها مکانی است که میزبان چهار گونه موش صحرایی کلود است. این مکان یکی پرتنوع زیست‌ترین مکانها در فیلیپین است، با موش تازه کشف شده (از سال ۱۸۹۶)، موش‌های درختی لوزان، Carpomys melanurus، و پرنده کوچ پیتا در بین نژادهای در معرض خطر آن قرار دارد.

## فعالیت پیاده‌روی
کوه پلاگ به عنوان مرتفع‌ترین کوه لوزون، کوهنوردان کوهستانی زیادی را به خود جلب می‌کند. از نکات برجسته این صعود می‌توان به جنگلهای مونتان و قله مرتع با پدیده «دریای ابرها» اشاره کرد.

## حوادث

### سقوط بالگرد ریاست جمهوری
در ۷ آوریل ۲۰۰۹، یک فروند بالگرد بل ۴۱۲ متعلق به نیروی هوایی فیلیپین (PAF) در ارتفاع ۲۱۰۰ متری بالاتر از سطح دریا دچار سانحه شد و سقوط کرد. خلبانان هواپیما و مسافران آنها که منصوب ریاست جمهوری بودند در این سانحه جان باختند.

### آتش در جنگل
در تاریخ ۲۰ ژانویه ۲۰۱۸، پارک ملی کوه به دنبال آتش‌سوزی جنگلی در بخشی از کوه، موقتاً فعالیت‌های کوهپیمایی و کوهنوردی را در کوه پولاگ متوقف کرد. براساس تحقیقات اولیه، آتش‌سوزی هنگامی آغاز شد که گفته می‌شود یک اجاق گاز که توسط یک کوهنورد آورده شده بود منفجر شده‌است. پس از آن پرونده‌هایی علیه عاملان آتش‌سوزی تشکیل شد. پیش‌بینی می‌شود که حداقل ۶ ماه تا ۱ سال طول بکشد تا منطقه به‌طور کامل بهبود یابد.